# Paweł Kryszałowicz
Paweł Kryszałowicz (ur. 23 czerwca 1974 w Słupsku) – polski piłkarz, występujący na pozycji napastnika.

## Kariera klubowa
Karierę zaczynał w Gryfie Słupsk w którym zadebiutował 4 kwietnia 1992 w meczu z Pomezanią Malbork. W sezonie 1994/1995 był zawodnikiem Zawiszy Bydgoszcz. W 1995 został ściągnięty przez Ryszarda Forbricha do Amiki Wronki, gdzie występował przez kolejne pięć lat (146 meczów ligowych, 43 bramki). W 2001 przeszedł za 1 mln. 400 tys. euro do Eintrachtu Frankfurt w którym przez dwa lata wystąpił w 70 meczach i strzelił 26 goli. W 2003 wrócił do Amiki na dwa sezony po których został sprzedany do Wisły Kraków. Z krakowskim klubem po rundzie jesiennej sezonu 2006/2007 rozwiązał kontrakt. 2 lutego 2007 Kryszałowicz przeszedł do outsidera niemieckiej trzeciej ligi piłkarskiej – SV Wilhelmshaven. Od sezonu 2007/2008 był zawodnikiem Gryfa Słupsk, gdzie oprócz czynnego uprawiania sportu pełnił również funkcję dyrektora klubu.
Na początku 2018 roku poinformował opinię publiczną, że zmaga się z nowotworem jelita grubego.
W polskiej Ekstraklasie rozegrał 219 meczów w których strzelił 69 goli.

## Kariera reprezentacyjna
W reprezentacji Polski zadebiutował 9 października 1999 w meczu przeciwko Szwecji (0:2). W drużynie narodowej rozegrał 33 spotkania zdobywając 10 goli, biorąc m.in. udział w finałach Mistrzostw Świata w 2002 roku w Japonii i Korei Płd. Na samym mundialu zdobył dwa gole – nieuznanego przez sędziego Hugh Dallasa w meczu z Portugalią i zdobytego prawidłowo, ze Stanami Zjednoczonymi. Po raz ostatni w biało-czerwonym trykocie zagrał 4 września 2004, wszedł na ostatnie 7 minut meczu przeciwko reprezentacji Irlandii Północnej w Belfaście (3:0 dla Polski).
| l.p. | Data                 | Miejsce      | Przeciwnik        | Rezultat | Rozgrywki       | Grał   | Uwagi                 |
| ---- | -------------------- | ------------ | ----------------- | -------- | --------------- | ------ | --------------------- |
| 1.   | 9 października 1999  | Solna        | Szwecja           | 0-2      | elim. Euro 2000 | od 82' |                       |
| 2.   | 26 stycznia 2000     | Kartagena    | Hiszpania         | 0-3      | towarzyski      | do 53' |                       |
| 3.   | 23 lutego 2000       | Saint-Denis  | Francja           | 0-1      | towarzyski      | od 58' |                       |
| 4.   | 26 kwietnia 2000     | Poznań       | Finlandia         | 0-0      | towarzyski      | do 71' |                       |
| 5.   | 4 czerwca 2000       | Lozanna      | Holandia          | 1-3      | towarzyski      | do 82' | Gol                   |
| 6.   | 7 października 2000  | Łódź         | Białoruś          | 3-1      | elim. MŚ 2002   | od 46' | Żółta kartka          |
| 7.   | 11 października 2000 | Warszawa     | Walia             | 0-0      | elim. MŚ 2002   | od 56' |                       |
| 8.   | 15 listopada 2000    | Warszawa     | Islandia          | 1-0      | towarzyski      | 90'    |                       |
| 9.   | 28 lutego 2001       | Larnaka      | Szwajcaria        | 4-0      | towarzyski      | do 45' | Żółta kartka          |
| 10.  | 24 marca 2001        | Oslo         | Norwegia          | 3-2      | elim. MŚ 2002   | 90'    |                       |
| 11.  | 28 marca 2001        | Warszawa     | Armenia           | 4-0      | elim. MŚ 2002   | do 79' |                       |
| 12.  | 25 kwietnia 2001     | Bydgoszcz    | Szkocja           | 1-1      | towarzyski      | do 74' |                       |
| 13.  | 2 czerwca 2001       | Cardiff      | Walia             | 2-1      | elim. MŚ 2002   | od 54' | Gol                   |
| 14.  | 6 czerwca 2001       | Erywań       | Armenia           | 1-1      | elim. MŚ 2002   | 90'    |                       |
| 15.  | 15 sierpnia 2001     | Reykjavik    | Islandia          | 1-1      | towarzyski      | 90'    |                       |
| 16.  | 1 września 2001      | Chorzów      | Norwegia          | 3-0      | elim. MŚ 2002   | do 74' | Gol                   |
| 17.  | 5 września 2001      | Mińsk        | Białoruś          | 1-4      | elim. MŚ 2002   | do 45' |                       |
| 18.  | 16 października 2001 | Chorzów      | Ukraina           | 1-1      | elim. MŚ 2002   | od 46' |                       |
| 19.  | 14 listopada 2001    | Poznań       | Kamerun           | 0-0      | towarzyski      | do 45' |                       |
| 20.  | 13 lutego 2002       | Limassol     | Irlandia Północna | 4-1      | towarzyski      | do 81' | Gol · Gol             |
| 21.  | 27 marca 2002        | Łódź         | Japonia           | 0-2      | towarzyski      | do 45' |                       |
| 22.  | 17 kwietnia 2002     | Bydgoszcz    | Rumunia           | 1-2      | towarzyski      | 90'    |                       |
| 23.  | 18 maja 2002         | Warszawa     | Estonia           | 1-0      | towarzyski      | do 45' |                       |
| 24.  | 4 czerwca 2002       | Pusan        | Korea Południowa  | 0-2      | MŚ 2002         | od 46' |                       |
| 25.  | 10 czerwca 2002      | Jeonju       | Portugalia        | 0-4      | MŚ 2002         | 90'    |                       |
| 26.  | 14 czerwca 2002      | Daejeon      | Stany Zjednoczone | 3-1      | MŚ 2002         | 90'    | Gol                   |
| 27.  | 21 sierpnia 2002     | Szczecin     | Belgia            | 1-1      | towarzyski      | od 80' |                       |
| 28.  | 6 czerwca 2003       | Poznań       | Kazachstan        | 3-0      | towarzyski      | do 45' |                       |
| 29.  | 20 sierpnia 2003     | Tallin       | Estonia           | 2-1      | towarzyski      | do 45' |                       |
| 30.  | 6 września 2003      | Ryga         | Łotwa             | 2-0      | elim. Euro 2004 | do 45' |                       |
| 31.  | 10 września 2003     | Chorzów      | Szwecja           | 0-2      | elim. Euro 2004 | od 74' |                       |
| 32.  | 21 lutego 2004       | San Fernando | Wyspy Owcze       | 6-0      | towarzyski      | do 45' | Gol · Gol · Gol · Gol |
| 33.  | 4 września 2004      | Belfast      | Irlandia Północna | 3-0      | elim. MŚ 2006   | od 83' |                       |